# Saint-Julien-d'Ance
Saint-Julien-d'Ance è un comune francese di 239 abitanti situato nel dipartimento dell'Alta Loira della regione dell'Alvernia-Rodano-Alpi.

## Società

### Evoluzione demografica
Abitanti censiti